# Cabo de Cavallería
El cabo de Cavallería o cabo de Caballería es un cabo situado en la costa norte de Menorca.
Perteneciente al municipio de Mercadal, cuenta con acantilados de más de 90 metros de altura.
Cerca del mismo se encuentra una playa del mismo nombre.
Es el punto más septentrional de la isla y en el extremo del cabo se alza un faro elevado sobre un acantilado de 94 metros que ofrece una espectacular panorámica de la costa norte de la isla. Este faro es el segundo más antiguo de la isla. 
Fue construido en 1857, tras haberse producido ocho naufragios en el litoral el año anterior. Su haz de luz alcanza unos 58 km. Antes de llegar a este punto se pasa junto al puerto natural de Sanitja, el tercero en importancia de la isla desde hace 2.000 años, cuando se le denominaba Sanisera. En la parte opuesta a la cala destacan las excavaciones de un yacimiento arqueológico que supone uno de los mejores testigos de la estancia de los romanos en Menorca.